# Paulina Schulz
Paulina Schulz, pseudonim Lula Wilk (ur. 1 kwietnia 1973 w Bydgoszczy) – pisarka i tłumaczka literatury polskiej na język niemiecki, animatorka polskiej kultury w Niemczech, współorganizatorka wydarzeń literackich na polsko-niemieckim pograniczu.

## Życiorys
Paulina Schulz ma niemieckie, polskie i tatarskie korzenie. Od 1989 roku mieszka w Niemczech. Studiowała w Niemieckim Instytucie Literatury w Lipsku literaturę, filmoznawstwo i dramaturgię oraz – jako główny kierunek – teorię i praktykę przekładu. Od 2003 mieszka i pracuje w Erfurcie. Jest pisarką, tłumaczką i lektorką. Na różnych uczelniach i seminariach wykłada zasady twórczego pisania, teorię i praktykę komunikacji i przekładu. Jest współtwórczynią festiwali literatury i kultury, współorganizatorką polsko-niemieckich spotkań młodzieży, działa jako menedżerka kultury w Euroregionie Pomerania. Za swoją pracę otrzymała liczne nagrody i stypendia, m.in. ZAIKS-u i Ministerstwa Kultury kraju związkowego Meklemburgia-Pomorze Przednie.

## Twórczość
- Wasserwelt (zbiór opowiadań), Tybinga 2005
- paralysing shadows (tomik poezji), Erfurt 2006
- Meeres.Spiegel (tomik poezji), Lipsk 2013
- Das Eiland (powieść), Greifswald 2014[4], powieść ukazała się również w Polsce pt. Wyspa w tłumaczeniu Anny Harendy-Schulz.

## Tłumaczenia
Paulina Schulz przetłumaczyła ponad dwadzieścia powieści, tomy poezji, książki dla dzieci, teksty dziennikarskie. Jest autorką tłumaczeń na język niemiecki książek m.in. Manueli Gretkowskiej, Marii Nurowskiej, Jerzego Pilcha, Zbigniewa Mentzela, Leszka Szarugi, Urszuli Kozioł, Wiesława Myśliwskiego i Marka Krajewskiego.